# Залишайся (фільм, 2026)
«Залишайся» (англ. Remain) — майбутній американський надприродний романтичний трилер сценарста, режисера та продюсера М. Найт Шьямалана. Фільм заснований на ідеї, яку він придумав разом з Ніколасом Спарксом, який окремо написав роман-версію тієї ж історії. У головних ролях Джейк Джилленгол, Фібі Дайневор та Ешлі Волтерс.

## Синопсис
Нью-йоркський архітектор Тейт Донован вирушає на Кейп-Код, щоб спроектувати літній будинок для свого найкращого друга, який прагне почати все з чистого аркуша після лікування від гострої депресії. Все ще оплакуючи смерть сестри, він зустрічає Рен, молоду жінку, яка руйнує його ретельно впорядкований світ.

## Акторський склад
| Актор            | Роль         |
| ---------------- | ------------ |
| Джейк Джилленгол | Тейт Донован |
| Фібі Дайневор    | Врен         |
| Ешлі Волтерс     |              |
| Джулі Гаґерті    |              |

## Виробництво
У січні 2025 року було оголошено, що М. Найт Шьямалан напише сценарій і зрежисує надприродний романтичний трилер, заснований на ідеї, яку він створив разом з Ніколасом Спарксом, який також написав супровідний роман. Джейк Джилленгол отримав головну роль, а права на дистриб'юцію придбала компанія Warner Bros. Pictures. Менеджер Спаркса доручив йому розробити «оригінальну історію, яка, на вашу думку, підійде як аудиторії [Шьямалана], так і вашій, — і він зробить те саме». Після обміну ідеями на першій зустрічі вони вирішили продовжити роботу над історією Шьямалана. На початку 2025 року до акторського складу приєдналися Фібі Дайневор та Ешлі Волтерс. У квітні 2025 року фільм отримав назву «Remain».
Основні зйомки розпочалися 18 червня 2025 року. Зйомки проходили у штаті Род-Айленд. Серед локацій були кав'ярня Coffee Depot у місті Воррен; поромний док острова Пруденс у Брістолі; пором у затоці Наррагансетт; закритий універмаг Gray's General Store у селі Адамсвілл (та інші місця у відповідному місті Літтл-Комптон); та історична зброярня на вулиці Кренстон у Провіденсі, за оренду якої продюсерська компанія Шьямалана Blinding Edge Pictures щомісяця платила 10 000 доларів США з травня до листопада. Виробництво переїхало до зброярні 1 травня. Зйомки в Род-Айленді мають завершитися 8 серпня, а арсенал залишатиметься доступним для будь-яких необхідних перезйомок.

## Реліз
Прем'єра в кінотеатрах запланована на 23 жовтня 2026 року.